# 韻文詩
韻文詩（いんぶんし）とは、詩用語。脚韻詩、頭韻詩などがある。
散文詩とは対にある。
もともと韻文とは、詩と同義であり、散文と対立する漢文用語。一定の韻に属した語を並べることで、声調を整えた文が、韻文。中国、インド、欧米において発達した。しかし、しだいに押韻の要素を持たない詩的な文が、散文詩として、19世紀末から殊に急速な発展を遂げる。

## 日本
日本語においては、散文に対し、五七調を中心とした律文が発達し、押韻表現は、対句を含めても、けっして広まっているとは言えない。古来から日本語の韻文性を研究する試みはあるが、実作としての日本語の詩歌で、押韻表現が意識されることは少なかった。
明治以後、欧米の詩が、押韻表現を無視した、行分け文として翻訳紹介され、その影響から日本語の新体詩が登場し、近代詩が確立すると（1901年の岩野泡鳴詩集『露じも』、1907年の泡鳴『新体詩作法』）、日本語詩人にもしだいに押韻への意欲が芽生えてくる。
特に、太平洋戦争下に作品朗読発表会の名称で始まったマチネ・ポエティク運動における押韻定型詩は、押韻とソネット形式による叙情詩の革命を志す、福永武彦、中村真一郎、加藤周一、窪田啓作ら10人の若者による大胆な実験だった。
昭和後期以後にも、飯島耕一らによる押韻詩への試みは続くが、現代詩の世界では行分け詩より散文詩がもてはやされてゆく。      